# Divisiones regionales de fútbol de España
Divisiones regionales de fútbol de España er den sjettehøjeste liga i spansk fodbold.
Divisiones regionales er regionale divisioner som også er kendt fra den danske liga med Sjællandsserien, Jyllandsserien med videre.
De højere ligaer er La Liga, også kaldet Primera División, La Liga 2, Primera Federación, Segunda Federación og Tercera Federación.
| Fodbold | Spire Denne artikel om en fodboldturnering er en spire som bør udbygges. Du er velkommen til at hjælpe Wikipedia ved at udvide den. |